# Catherine De Bolle
Pour les articles homonymes, voir Bolle.
Catherine De Bolle, née le 17 février 1970 à Alost, est une ancienne gendarme puis policière belge, autrefois Commissaire générale de la Police fédérale et, depuis 2017,  présidente d'Europol.

## Biographie

### Formation
Catherine De Bolle étudie de droit à l’université de Gand jusqu'en 1993. De 1994 à 1997, elle passe par l’école royale de gendarmerie pour devenir officier.

### Carrière professionnelle
Catherine De Bolle entre ensuite dans la Gendarmerie belge où elle est juriste et travaille dans les resources humaines.
Après la réforme des polices de Belgique en 2001, elle devient membre de la police intégrée et prend le commandement de la zone de police de Ninove.
Elle est nommée Commissaire générale de la Police fédérale en mars 2012, succédant à Fernand Koekelberg et devenant la première femme à ce poste.
En 2015, elle devient représentante européenne au sein du comité exécutif d’Interpol.
En 2017, elle est élue à la présidence d’Europol, et quitte donc son poste de Commissaire général qui est repris par Marc De Mesmaeker. En mai 2022, elle est réélue à la tête d'Europol.
En 2021, des hackers usurpent son identité et emailent en masse la police Belge.
En 2023, elle informe que l'Europe remplace les États-Unis comme premier marché pour les trafiquants de drogue et que ce changement présente un risque sociétal important.

## Distinctions
- 2025 :  Commandeur de l'ordre de Léopold[9]